# Peter Martin (acteur)
Peter Martin (Gainsborough, december 1941 – 19 april 2023) was een Engelse acteur, in Groot-Brittannië vooral bekend door zijn rol als Len Reynolds in de serie Emmerdale Farm. Ook speelde hij de rol van Joe Carroll (de zwijgzame buurman van de familie Royle) in de comedyserie The Royle Family.
In de jaren 80 vergaarde hij grote bekendheid in Groot-Brittannië door zijn rol in een commercial voor Jewsons Hardware.

## Filmografie
- Pretty Polly (1967) - Zeeman
- Coronation Street Televisieserie - Jack Livesey (Episode 1.1588, 1976)
- Bill Brand Televisieserie - Geoff (Afl. onbekend, 1976)
- Coronation Street Televisieserie - Vader in ziekenhuis (Episode 1.1667, 1977)
- All Creatures Great and Small Televisieserie - Boer Handshaw (Afl., Dog Days, 1978|Nothing Like Experience, 1978|Practice Makes Perfect, 1978|Judgement Day, 1978|Faint Hearts, 1978)
- Play for Today Televisieserie - Rol onbekend (Afl., Cries from a Watchtower, 1979)
- The Bronte Sisters (1979) - Rol onbekend
- Play for Today Televisieserie - 1ste chauffeur (Afl., Buses, 1980)
- Coronation Street Televisieserie - Clarkie (Episode 1.1957, 1980)
- Nearly a Happy Ending (Televisiefilm, 1981) - Les Dickey
- BBC2 Playhouse Televisieserie - Rol onbekend (Afl., One Hundred and Eighty!!!, 1981)
- Play for Today Televisieserie - Rol onbekend (Afl., England's Greens and Peasant Land, 1982)
- Strangers Televisieserie - Joe (Afl., Charlie's Brother's Birthday, 1982)
- Juliet Bravo Televisieserie - Verkoper motorfietsen (Afl., Cause for Complaint, 1982)
- The Gathering Seed Televisieserie - Rol onbekend (Episode 1.1, 1983)
- In Loving Memory Televisieserie - Rol onbekend (Afl., Trouble at T'Mill, 1983)
- The Outsider Televisieserie - Man in pub (Afl., The Legacy, 1983)
- Hallelujah! Televisieserie - Slager (Afl., It Happened One Night, 1984)
- Wetherby (1985) - Behulpzame ouder
- In Loving Memory Televisieserie - Reg Fishwick (Afl., King of the Mountains, 1986)
- Victoria Wood: As Seen on TV Televisieserie - Conciërge (Episode 2.2, 1986)
- The New Statesman Televisieserie - Vernon (Afl., Waste Not, Want Not, 1987)
- The Beiderbecke Tapes Televisieserie - Charlie de grafdelver (Afl. onbekend, 1987)
- First of the Summer Wine Televisieserie - Man in viswinkel (Afl., The Way of the Warrior, 1988)
- The Beiderbecke Connection Televisieserie - Charlie (Afl. onbekend, 1988)
- Victoria Wood Televisieserie - Café-eigenaar (Afl., Mens Sana in Thingummy Doodah, 1989)
- A Bit of a Do Televisieserie - Pete (Afl., The Angling Club Christmas Party, 1989)
- Victoria Wood Televisieserie - Man op roltrottoir (Afl., We'd Quite Like to Apologise, 1989)
- Bergerac Televisieserie - Harris (Afl., All the Sad Songs, 1990)
- All Creatures Great and Small Televisieserie - Mr. Hartley (Afl., The Bull with the Bowler Hat, 1988|The Pig Man Cometh, 1988|When Dreams Come True, 1988|Blood and Water, 1988|A Grand Memory for Forgetting, 1988)
- Stay Lucky Televisieserie - Verkoopagent (Afl., A Roman Empire, 1991)
- ChuckleVision Televisieserie - Boer (Afl., Caravan Capers, 1992)
- Heartbeat Televisieserie - Drayman (Afl., Manhunt, 1993)
- Dancing Queen (Televisiefilm, 1993) - Kaartjesman
- Funny Bones (1995) - Schipper
- Brassed Off (1996) - Ernie
- Reckless (Mini-serie, 1997) - Malcolm Crossley
- Peak Practice Televisieserie - Alex Freeman (Afl., Running to Hide, 1997)
- Last of the Summer Wine Televisieserie - Klant (Afl., According to the Prophet Bickerdyke, 1997)
- Dalziel and Pascoe Televisieserie - Jacko Roberts (Afl., A Clubable Woman, 1996|Ruling Passion, 1997)
- Where the Heart Is Televisieserie - Keith (Afl., Ice Pops, 1998)
- Dinnerladies Televisieserie - Peter (Afl., Holidays, 1999)
- City Central Televisieserie - Mac, de chauffeur (Afl., Respect, 2000)
- Peak Practice Televisieserie - Ernie Page (Afl., Hit and Run, 2000)
- Casualty Televisieserie - Len Turner (Afl., Allied Forces, 2001)
- Water Rats Televisieserie - Vroedvrouw (Afl., Cats and Pigeons, 2001)
- Playing the Field Televisieserie - Harry Laycock (Afl. onbekend, 1998-2002)
- The Royle Family Televisieserie - Joe Carroll (8 afl., 1998-2000, 2006)
- Emmerdale Farm Televisieserie - Leonard 'Len' Reynolds (68 afl., 2001-2007)
- Doctors Televisieserie - Boris Scrimshaw (Afl., Mr Woodson and the Avaricious Tortoise, 2007)

- Bibsys: 90689740
- Gemeinsame Normdatei: 122527011
- International Standard Name Identifier: 0000 0000 7128 1306
- Library of Congress Control Number: n88177273
- Nationale bibliotheek van Australië: 49568576
- Nationale Bibliotheek van Israël: 987007430392305171
- Nederlandse Thesaurus van Auteursnamen: 31502612X
- Réseau des bibliothèques de Suisse occidentale: 02-A012332602
- Système universitaire de documentation: 254301401
- Trove: 1531149
- Virtual International Authority File: 35340671
- WorldCat: E39PBJrCcb8XPTmP4GqxWhx4bd